# Puchar Kontynentalny 2023/2024
26. edycja Pucharu Kontynentalnego rozgrywana była od 22 września 2023 do 14 stycznia 2024.
W związku z brakiem miejsca w Hokejowej Lidze Mistrzów dla polskiego zespołu, do rozgrywek przystąpiła drużyna mistrza Polski – GKS Katowice, który rozpoczął rywalizację od III rundy.
Z rozgrywek wycofały się drużyny Guildford Flames (II zespół EIHL) oraz Sheffield Steelers (III zespół EIHL), dlatego Wielką Brytanie reprezentował IV zespół EIHL Cardiff Devils.
19 września 2023 zespół mistrza Turcji Buz Adamlar Stambuł, ogłosił decyzję, iż wycofuje się z rozgrywek.

## Uczestnicy
| Runda          | Data                    | Grupa   | Miejsce                                                   | Drużyna                                                         |
| -------------- | ----------------------- | ------- | --------------------------------------------------------- | --------------------------------------------------------------- |
| Pierwsza runda | 22–24 września 2023     | Grupa A | Palacio de Hielo de Los Pireneos · Jaca · Hiszpania       | CH Jaca Irbis-Skate Sofia Bulldogs Liège Buz Adamlar Stambuł    |
| Pierwsza runda | 22–24 września 2023     | Grupa B | Pałac Lodowy · Kowno · Litwa                              | KHL Zagreb Kaunas City HC Panter Skautafélag Reykjavíkur        |
| Druga runda    | 13–15 października 2023 | Grupa C | Jelgavas Ledus Halle · Jełgawa · Łotwa                    | HK Zemgale HK RST-Pellet Celje CSM Corona Brasov Bulldogs Liège |
| Druga runda    | 13–15 października 2023 | Grupa D | Pionir Ice Hall · Belgrad · Serbia                        | SKHL Crvena zvezda Kaunas City Sokił Kijów Ferencvárosi TC      |
| Trzecia runda  | 17–19 listopada 2023    | Grupa E | Patinoire Polesud · Grenoble · Francja                    | Cardiff Devils HK Zemgale Brûleurs de Loups Nomad Astana        |
| Trzecia runda  | 17–19 listopada 2023    | Grupa F | Stadio Olimpico del Ghiaccio · Cortina d'Ampezzo · Włochy | GKS Katowice Ferencvárosi TC Herning Blue Fox SG Cortina        |
| Superfinał     | 13–15 stycznia 2024     | Grupa G | Ice Arena Wales · Cardiff · Wielka Brytania               | Cardiff Devils GKS Katowice Nomad Astana Herning Blue Fox       |